# Yanniao
Yanniao (kinesiska: 严鸟, 严鸟乡) är en socken i Kina. Den ligger i provinsen Zhejiang, i den östra delen av landet, omkring 190 kilometer söder om provinshuvudstaden Hangzhou.
Genomsnittlig årsnederbörd är 2 331 millimeter. Den regnigaste månaden är juni, med i genomsnitt 383 mm nederbörd, och den torraste är januari, med 67 mm nederbörd.